# Without You (canción de Hinder)
«Without You» es el segundo sencillo grabada por la banda de rock estadounidense Hinder de su segundo álbum Take It to the Limit. Fue lanzado como descarga digital el 23 de septiembre de 2008. Un video musical fue producido para la canción, con actores Kellan Lutz y Aimee Teegarden. "I play the bad boyfriend," Lutz dijo a MTV. "Aimee es la chica animadora dulce ... que no deberían estar conmigo. Me llevan su vida en el camino equivocado hasta que se deshace de mí, y su vida, finalmente, va a donde debe ir. Ella se gradúa de la escuela secundaria, mientras que Me he quedado en el polvo".

## Video musical
Una adolescente (Aimee Teegarden) ve a su novio coqueteando con otra chica (actriz Kayla Ewell). La chica frunce el ceño y vuelve la cabeza hacia otro lado. Más tarde, la chica empieza a pelear con su novio (Kellan Lutz). Él pone sus brazos hacia arriba y se aleja. El rostro de la chica es rojo con lágrimas, que parecían haber roto. La siguiente escena muestra a la niña en un aula como documentos están siendo entregados, la chica consigue un D en el papel. La siguiente escena muestra al niño como se encuentra con dos deportistas. Los deportistas lo empujan y entonces comienza la lucha con ellos. Un profesor rompe la lucha y los envía a la oficina del director. La siguiente escena es la chica está saliendo con dos amigos y riendo, la niña pasa a la oficina y ve a su ex sentado en una silla, con los dos deportistas, aparentemente, no en la escena. Vuelve la cabeza y camina. En la escena final la chica se va a graduar dejando al niño atrás.

## Puestos
| Listas (2008-09)                          | Posición |
| ----------------------------------------- | -------- |
| U.S. Billboard Hot 100                    | 85       |
| U.S. Billboard Pop Songs                  | 22       |
| U.S. Billboard Adult Pop Songs            | 24       |
| U.S. Billboard Hot Mainstream Rock Tracks | 32       |